# Hareacikivka, Krîjopil
Hareacikivka (în ucraineană Гарячківка) este localitatea de reședință a comunei Hareacikivka din raionul Krîjopil, regiunea Vinnița, Ucraina.

## Demografie
Componența lingvistică a localității Hareacikivka
     Ucraineană (99,66%)
     Alte limbi (0,34%)
Conform recensământului din 2001, majoritatea populației localității Hareacikivka era vorbitoare de ucraineană (99,66%), existând în minoritate și vorbitori de alte limbi.